# Buly da Conceição Triste
Buly da Conceição Triste (geb. 4. Juli 1991) ist ein ehemaliger são-toméischer Kanute. Er trat bei den Olympischen Sommerspielen 2016 in Rio de Janeiro und 2020 in Tokio im Einer-Canadier an sowie 2020 im Zweier-Canadier mit Roque Fernandes dos Ramos.

## Sport
Im Einer-Kanadier über 1000 Meter belegte Triste mit einer Zeit von 4:46,396 min Platz 16 und schied im Halbfinale aus.
2020 erreichte er über die 1000-Meter-Distanz in 5:10,506 min Rang 30 und im Zweier-Canadier mit 4:12,075 min Rang 14.
Er fungierte auch als Fahnenträger bei den Eröffnungszeremonien 2016 sowie 2020 zusammen mit D’Jamila Tavares. Bei den Afrikaspielen 2019 in Salé, Marokko, errang er jeweils eine Gold-, Silber- und Bronzemedaille.
Im Jahr 2021 beedente er aus persönlichen Gründen seine Karriere.